# غرزلي (باركشير)
غرزلي (بالإنجليزية: Grazeley)‏ هي قرية تقع في المملكة المتحدة في جنوب شرق إنجلترا. يقدر عدد سكانها بـ 280 نسمة .

## أعلام
- تشارلز سيميون